# Jeziaryszcza
Jeziaryszcza (biał. Езярышча; ros. Езерище, Jezieriszcze) – osiedle typu miejskiego na Białorusi, w obwodzie witebskim, w rejonie horodeckim, ok. 13 km od Horodka, przy granicy z Rosją nad jeziorem o tej samej nazwie. W 2010 roku liczyło ok. 1,6 tys. mieszkańców.
Znajduje się tu stacja kolejowa Jeziaryszcza, położona na linii Newel – Witebsk. Jest to białoruska stacja graniczna na granicy z Rosją.

## Historia
Pograniczna twierdza (drewniany zamek) Wielkiego Księstwa Litewskiego i Rosji. 16 sierpnia 1562 roku hetman Florian Zebrzydowski podzielił tu armię polską, której część w ilości 4 tys. pod Stanisławem Leśniowolskim ruszyła w kierunku Newla, gdzie 19 sierpnia odniosła zwycięstwo nad 45 tys. armią rosyjską Andrieja Kurbskiego (bitwa pod Newlem). Zdobyta przez wojska moskiewskie w 1564 w czasie wojny litewsko-rosyjskiej.
Zdobyty przez wojska Stefana Batorego w dniu 12 października roku i oficjalnie powróciła do Wielkiego Księstwa Litewskiego na mocy rozejmu w Jamie Zapolskim.
Podczas okupacji hitlerowskiej, w październiku 1941 roku Niemcy utworzyli getto dla żydowskich mieszkańców. Przebywało w nim około 250 osób. W lutym 1942 roku Niemcy zlikwidowali getto, a Żydów zamordowali. 